# Sigrid Blömeke
Sigrid Josefine Blömeke (* 7. Dezember 1965 in Olsberg; † 29. Juli 2023 in Oslo) war eine deutsche Erziehungswissenschaftlerin und ab 2014 Professorin an der Universität Oslo.

## Leben
Von 1985 bis 1991 studierte Blömeke in Paderborn Geschichte, Sozialwissenschaften, Psychologie und Erziehungswissenschaft für das Lehramt der Sekundarstufe II.
1999 folgte eine Dissertation über die Geschichte der Volksschullehrerausbildung nach 1945, 2001 die Habilitationsschrift zum Kompetenzerwerb in der universitären Lehrerausbildung sowie die Verleihung der Venia legendi für das Fach Erziehungswissenschaft. 2002 erhielt sie einen Ruf an die Universität Hamburg auf eine Professur für Medienpädagogik mit dem Schwerpunkt Neue Medien und wenig später einen Ruf an die Humboldt-Universität zu Berlin auf eine Professur für Systematische Didaktik und Unterrichtsforschung. Sie nahm eine Forschungs-Professur für Kompetenzmessung bei Mathematiklehrern an der Michigan State University (USA) für 2007–2008 wahr. Ab 2014 war sie Forschungsdirektorin am Centre for Educational Measurement der Universität Oslo.
Blömeke arbeitete auch als freie Mitarbeiterin verschiedener Tages- und Stadtzeitungen und als Jugendbildungsreferentin für die Demokratische Initiative sowie als geschäftsführende Leiterin des Lehrerbildungszentrums der Universität Paderborn.
2021 wurde sie Mitglied der Norwegischen Akademie der Wissenschaften. 2022 wurde sie in die International Academy of Education gewählt.

## Wissenschaftliche Schwerpunkte
Zu ihren Arbeitsschwerpunkten zählten die Evaluation und Leistungsmessung (qualitative und quantitative Methoden) und speziell die Kompetenzmessung,
der internationale Vergleich der Lehrerausbildung, die empirische Lehr-Lern-Forschung mit neuen Medien, Interventionen zur Veränderung von Lehrerhandeln, Schulpädagogik und Systematische Didaktik, die Reform der Lehrerausbildung, der Umgang mit Heterogenität sowie die Bildungs- und Wissenschaftsgeschichte des 19. und 20. Jahrhunderts.

## Auszeichnungen
- 2001: Forschungspreis „Universität der Informationsgesellschaft“
- 2016: Forschungspreis der Deutschen Gesellschaft für Erziehungswissenschaft[5]
- 2019: University of Oslo Research Award

## Schriften
- Mithrsg.: Opening up the black box: Teacher competence, instructional quality, and students’ learning progress.  In: Learning and Instruction. 2022, 79, p. 1–11.
- (2015) Kompetenzen von Studierenden, hg. mit Olga Zlatkin-Troitschanskaia, Beltz Juvena, Weinheim / Basel 2015, ISBN 978-3-7799-3507-0.
- (2011): Kompetenzen von Lehramtsstudierenden in gering strukturierten Domänen. Erste Ergebnisse aus TEDS-LT. Waxmann, Münster 2011, ISBN 978-3-8309-2510-1[6]
- Schmidt, W. H., Blömeke, S. u. Tatto, M. T. (2011): Teacher Education Matters. A Study of The Mathematics Teacher Preparation from Six Countries. New York: Teacher College Press.
- Blömeke, Sigrid, Kaiser, Gabriele, Lehmann, Rainer (2010): TEDS-M 2008. Professionelle Kompetenz und Lerngelegenheiten angehender Primarstufenlehrkräfte im internationalen Vergleich. Waxmann  Münster 2010,  ISBN 978-3-8309-7281-5
- Blömeke, Sigrid, Kaiser, Gabriele, Lehmann, Rainer (2010): TEDS-M 2008. Professionelle Kompetenz und Lerngelegenheiten angehender Mathematiklehrkräfte für die Sekundarstufe I im internationalen Vergleich. Waxmann Münster 2010, ISBN 978-3-8309-2290-2
- Schmidt, W. H., Blömeke, S. u. Tatto, M. T. (2010): Teacher Preparation from an International Perspective. New York: Teacher College Press.
- Blömeke, Sigrid, Kaiser, Gabriele, Lehmann, Rainer (2009): Professionelle Kompetenz angehender Lehrerinnen und Lehrer. Wissen, Überzeugungen und Lerngelegenheiten deutscher Mathematikstudierender und -referendare – Erste Ergebnisse zur Wirksamkeit der Lehrerausbildung. Münster u. a. Waxmann ISBN 978-3-8309-1940-7
- Gerhard Tulodziecki, Bardo Herzig, Sigrid Blömeke: Gestaltung von Unterricht. Eine Einführung in die Didaktik, Klinkhardt, Bad Heilbrunn 2. durchges. Aufl. 2009. ISBN 9783825233112
- Schmidt, William H., Tatto, M. T., Bankov, K., Blömeke, S., Cedillo, T., Cogan, L., Han, Sh. I., Houang, R., Hsieh, F. J., Paine, L., Santillan, M., Schwille, J. (2007). The Preparation Gap: Teacher Education for Middle School Mathematics in Six Countries. MT21 Report. East Lansing: Michigan State University.
- Schaumburg, Heike, Prasse, Doreen, Tschackert, Karin, Blömeke, Sigrid (2007). Lernen in Notebook-Klassen. Endbericht zur Evaluation des Projekts “1000mal1000: Notebooks im Schulranzen”. Bonn: Schulen ans Netz.
- (mit anderen): (2004): Handbuch Lehrerbildung, Braunschweig/Bad Heilbrunn: Westermann u. Klinkhardt ISBN 3781513440
- (2002): Universität und Lehrerausbildung  (= Klinkhardt Forschung). Klinkhardt, Bad Heilbrunn/Obb. 2002, ISBN 3-7815-1186-3 (Habilitationsschrift Universität Paderborn [2002], 186 Seiten).
- (2000): Medienpädagogische Kompetenz. Theoretische und empirische Fundierung eines zentralen Elements der Lehrerausbildung. München: KoPäd
- (1999): „… auf der Suche nach festem Boden“. Lehrerausbildung in der Provinz Westfalen 1945/46. Professionalisierung versus Bildungsbegrenzung, Waxmann, Münster 1999, ISBN 3-89325-794-2 (Dissertation Universität Paderborn 1999, 375 Seiten).[7]